# Общая психология
О́бщая психоло́гия — раздел психологии, обобщающий теоретические и экспериментальные психологические исследования, интегрирующий психологические знания, изучающий наиболее общие психологические закономерности, теоретические принципы и методы психологии, её основные понятия и категориальный строй в их современном состоянии и историческом развитии. Результаты исследований в области общей психологии являются фундаментальной основой всех отраслей психологической науки. Общая психология имеет важное значение для других наук: философии, социологии, физиологии, информатики, языкознания, педагогики, искусствоведения, юриспруденции.
Теоретическая часть подготовки по общей психологии включает углубленное изучение конкретных тематических разделов, современных направлений психологических исследований, истории психологии, методологических основ и проблем психологии.
Практическая часть обучения включает в себя освоение современных методов научно-исследовательской работы, преподавательской и практической деятельности.
Предметом общей психологии являются психика и психические явления как одного конкретного человека, так и психические явления, наблюдаемые в группах и коллективах .
Задача общей психологии — исследование психических явлений.
Общая психология изучает следующие психические процессы:
- Ощущение
- Восприятие
- Представление
- Память
- Воображение
- Мышление
- Речь
- Внимание
- Воля
- Мотивация
- Эмоции